# Momordica angolensis
Momordica angolensis là một loài thực vật có hoa trong họ Cucurbitaceae. Loài này được R.Fern. mô tả khoa học đầu tiên năm 1959.